# ワーム (ゲーム)
『ワーム』（worm）は、キャラクター端末用に開発されたコンピュータゲーム。Cursesライブラリを利用したアプリケーションであり、SunOSにプリインストールされていた。

## 概略
ゲームの世界では、プレイヤーは一匹のワームとなる。ゲームの世界は長方形の壁で囲まれた領域であり、ゲームの目的はワームをできるだけ長く成長させることである。時間が進むにつれて、ワームは成長し次第に長くなっていく。画面にはワームの他に数字が表示され、ワームに数字を食べさせると数字に応じた長さでワーム本体が長くなる。ワームは周囲の壁に接触するか、または自分自身に接触すると死んでしまい、ゲームは終了する。ワームの長さに応じた点数が与えられ、画面の左上に点数が表示される。

## 特徴
次のような点が特徴として挙げられる。これらの多くは各種のローグライクゲームにも引き継がれている。
- ゲーム画面では、ワーム自体や壁などはASCII文字で表される。たとえば、ワームの頭は「@」、ワームの体は複数の「o」が繋がった一本の線で示される。通常はワーム本体の線は途中で何度か折れ曲がっている。

```
-----------------------------
|                           |
|    @oooo    oooo          |
|        oooooo  oo         |
|                           |
-----------------------------

```

- コマンド入力は、キーボードでそれぞれに対応する文字を入力することでおこなう。たとえば、ワームの頭が進む方向を変えるには、h、j、k、lのキーを使用する。hのキーをタイプすると左へ移動する。jのキーをタイプすると下へ移動する。kのキーをタイプすると上へ移動する。lのキーをタイプすると右へ移動する。（これらの動作はエディタviのカーソルを移動させる動作と同じである。）
- 何もキーを入力しなければ、ワームは最後に動いた方向へ進み続ける。